# Лесютино
Лесютино — деревня в Нюксенском районе Вологодской области.
Входит в состав Нюксенского сельского поселения (с 1 января 2006 года по 8 апреля 2009 года была центром Уфтюгского сельского поселения), с точки зрения административно-территориального деления — центр Уфтюгского сельсовета.
Расстояние до районного центра Нюксеницы по автодороге — 15 км. Ближайшие населённые пункты — Мартыновская, Кузнецовская, Мальчевская, Семенова Гора.
По переписи 2002 года население — 279 человек (140 мужчин, 139 женщин). Преобладающая национальность — русские (95 %).